# NGC 3458
NGC 3458 est une galaxie lenticulaire située dans la constellation de la Grande Ourse. NGC 3458 a été découverte par l'astronome germano-britannique William Herschel en 1793.

## Caractéristiques
Sa vitesse par rapport au fond diffus cosmologique est de 2 039 ± 12 km/s, ce qui correspond à une distance de Hubble de 30,1 ± 2,1 Mpc (∼98,2 millions d'al).
À ce jour, une mesure non basée sur le décalage vers le rouge (redshift) donne une distance d'environ 29,500 Mpc (∼96,2 millions d'al). Cette valeur est à l'intérieur des valeurs de la distance de Hubble

## Supernova
La supernova 1991F a été découverte dans NGC 3458 le 10 février 1991 par l'astronome américaine Jean Mueller de l'observatoire Palomar. Cette supernova était de type I.

## Groupe de NGC 3445
NGC 3458 fait partie du groupe de NGC 3445. Ce groupe comprend au moins trois autres galaxies : NGC 3440, NGC 3445 et MCG 10-16-24. Abraham Mahtessian mentionne aussi ce groupe dans un article parue en 1998, mais la galaxie MCG 10-16-24 n'y figure pas.